# Меккенбах (Биркенфельд)
Меккенбах (нем. Meckenbach) — община в Германии, в земле Рейнланд-Пфальц.
Входит в состав района Биркенфельд. Подчиняется управлению Биркенфельд. Население составляет 108 человек (на 31 декабря 2010 года). Занимает площадь 3,78 км².